# Великобритания на «Детском Евровидении — 2022»
Великобритания участвовала на «Детском Евровидении — 2022», которое состоялось 11 декабря 2022 года в Ереване, Армения. На конкурсе страну представила Фрейя Скай с песней «Lose My Head». Она заняла пятое место, набрав 146 баллов.

## Предыстория
До конкурса 2022 года Великобритания трижды участвовала на «Детском Евровидении» с момента своего дебюта в 2003 году. Лучший результат был достигнут в 2004 году, когда страну представила Кори Спеддинг с песней «The Best is Yet to Come», заняв второе место со 140 баллами. Великобритания планировала провести «Детское Евровидение — 2004» в Манчестере, но позднее отказалась проводить конкурс из-за финансовых и организационных проблем. На конкурсе 2005 года Джони Фюллер представила страну в Хасселте, Бельгия, с песней «How Does It Feel?», заняв 14-е место с 28 баллами.
Британский телевещатель ITV решил не участвовать в конкурсе, начиная с 2006 года, из-за низких рейтингов в 2004 и 2005 годах. Уэльс самостоятельно, отдельно от Великобритании, участвовал в конкурсах 2018 и 2019 годов. До 2020 года ни ITV, ни BBC не выражали интереса к возвращению на конкурс, пока BBC не выразила заинтересованность в возвращении на «Детское Евровидение — 2020». Тем не менее, Великобритания не появилась в официальном списке участников, опубликованном Европейским вещательным союзом 8 сентября 2020 года. На пресс-конференции «Детского Евровидения», прошедшей в мае 2021 года, ЕВС заявил, что ведётся работа над тем, чтобы вернуть Великобританию на конкурс, возможно, на конкурс 2021 года. Однако Великобритания вновь не появилась в окончательном списке участников «Детского Евровидения — 2021», опубликованном 2 сентября 2021 года. На пресс-конференции французского телевещателя France Télévisions и исполнительного супервайзера «Детского Евровидения» Мартина Эстердаля, прошедшей 17 декабря 2021 года, Эстердаль заявил, что он положительно относится к переговорам между ЕВС и BBC о возможном возвращении Великобритании на конкурс. 25 августа 2022 года было официально подтверждено, что Великобритания вернётся на конкурс 2022 года в Ереване после 17-летнего отсутствия, в то время как BBC заменит ITV в качестве телевещателя.

## До «Детского Евровидения»
После объявления телевещателя об участии на «Детском Евровидении — 2022» Патрисия Идальго Рейна, директор «BBC Children's and Education», заявила:

Мы невероятно рады впервые представить «Детское Евровидение» на BBC и представить многообразие молодых музыкальных талантов со всей Европы, чтобы дети и их семьи могли открывать для себя новые горизонты и наслаждаться ими вместе. Детская версия «Евровидения», несомненно, будет воплощать тот же дух единства, что и взрослый конкурс, отражая суть CBBC — инклюзивного канала, ценящего многообразие и творческий потенциал каждого ребенка. С нетерпением жду возможности представить нашего собственного музыкального таланта, который с гордостью представит Великобританию.
Оригинальный текст (англ.)We are beyond excited to bring the Junior Eurovision Song Contest to the BBC for the first time, and to showcase the diverse young musical talent from across Europe for children and their families to discover and enjoy together. This junior version of Eurovision will undoubtedly encapsulate the same spirit of unity that the adult contest brings, reflecting the heart of what CBBC is all about, an inclusive channel that celebrates the diversity and creativity in all children. I can’t wait to unveil our own musical talent who will proudly represent the UK.

### Выбор и объявление представителя
Песня, представившая Великобританию на конкурсе, была выбрана главой британской делегации Ли Смитхерстом из списка песен, вошедших в шорт-лист, и CBBC совместно с BBC Studios Entertainment and Music, которым было поручено выбрать участника в сотрудничестве с британским коммерческим агентством талантов «Buzz Kids». Чтобы выбрать британского участника для «Детского Евровидения — 2022» в Ереване, был проведён двухэтапный процесс прослушивания, который начался в сентябре 2022 года. На него было приглашено сорок участников. На первом этапе все певцы исполнили кавер-версию песни по своему выбору и оригинальную песню, из которых восемь певцов были отобраны для участия во втором этапе прослушиваний. На втором этапе оставшиеся восемь претендентов исполнили выбранную песню «Lose My Head». Жюри, состоявшее из профессиональных музыкантов, определило победителя прослушивания и, следовательно, того, кто представит Великобританию на «Детском Евровидении — 2022».
3 ноября 2022 года было официально объявлено, что Фрейя Скай представит страну с песней «Lose My Head», написанной Deepend, Джеком Хавиттом и Эмбер Ван Дэй. Фрейя была приглашена в театр «Аполло Виктория» в Лондоне под предлогом финального этапа прослушивания, но была удивлена Люси Джонс, артисткой театра Вест-Энда и представительницей Великобритании на «Евровидении-2017», которая сообщила Фрейе новость о том, что она была выбрана в качестве представительницы Великобритании.

### Подготовка и провиджение
Дэн Шиптон, который работал над постановками нескольких участников на «Евровидении», в том числе и для Сэма Райдера, представителя Великобритании на «Евровидении-2022», снова был назначен креативным директором, в то время как Джей Ревелл был назначен в качестве ведущего хореографа, а Хорхе Антонио — в качестве помощника хореографа и художника по костюмам для выступления. Аннабель Уильямс была назначена ведущим преподавателем вокала для Фрейи, ранее тренировавшая Сэма Райдера и Джеймса Ньюмана — представителей Великобритании на «Евровидении-2022» и «Евровидении-2021» соотвественно — и имеющая опыт в качестве ведущего преподавателя вокала на «The X Factor UK» и «Britain's Got Talent». Аннабель Уильямс также работала вместе с такими певицами, как Эми Уайнхаус и Дженнифер Хадсон.
После того, как заявка Великобритании была представлена публике, Фрейя Скай занялась несколькими рекламными кампаниями, появившись 3 ноября 2022 года на таких шоу, как «BBC Breakfast» и «The Zoe Ball Breakfast Show» на BBC Radio 2. Фрейя также чуть позднее появилась на шоу телеканала CBBC «Newsround», BBC Radio 5 Live и радио Fun Kids. 18 ноября 2022 года Фрейя дала своё первое живое телевизионное выступление с конкурсной песней «Lose My Head» на ежегодном благотворительном шоу BBC «Children in Need». 26 ноября 2022 года Фрейя Скай выступила в прямом эфире в программе CBBC «Saturday Mash-Up!» и спустя три дня, 29 ноября 2022 года, в программе «Strictly Come Dancing: It Takes Two» на телеканале BBC Two. 8 декабря 2022 года CBBC транслировал 30-минутный документальный фильм «Freya's Journey», в котором рассказывалось о её пути на конкурс.

## На «Детском Евровидении»

### Трансляция
Финал конкурса транслировали телеканалы CBBC и BBC One, а также онлайн-сервис BBC iPlayer, комментаторами которых были Лорен Лэйфилд и HRVY. После конкурса было объявлено, что чуть более 700 тысяч зрителей посмотрели конкурс полностью, в то время как 5.2 миллиона зрителей посмотрели хотя бы одну минуту шоу. Доля зрителей не была объявлена, однако известно, что конкурс не вошёл в двадцатку самых просматриваемых шоу в тот день — 11 декабря 2022 года. Рейтинги конкурса в Великобритании были сопоставимы с показателями 2005 года, когда Великобритания в последний раз принимала участие в конкурсе, транслируемом на ITV.

### Выступление
Порядок выступления стран-участниц «Детского Евровидения — 2022» был определён 5 декабря 2022 года: Великобритания выступила под двенадцатым номером — после Испании и перед Португалией. Фрейя участвовала на репетициях, которые состоялись 7 и 9 декабря 2022 года. Однако из-за того, что Фрейя заболела во время недели «Детского Евровидения — 2022», она не выступала вживую на второй репетиции, прошедшей 9 декабря 2022 года, а также не участвовала на «шоу для жюри», которое состоялось вечером 10 декабря 2022 года, так как врачи посоветовали ей дать «отдохнуть» голосу. Результаты голосования британского жюри объявила Табита Джой.
Живое выступление в Ереване во многом напоминало клип на эту песню: к Фрейе присоединились четыре танцовщицы в красных платьях. В качестве главного реквизита был использован большой изготовленный на заказ трон, а также оформление сцены в стиле «Алисы в Стране чудес», красная подсветка и пиротехника.

### Голосование
На конкурсе была вновь использована та система голосования, которая была введена в 2017 году, где результаты определяются суммой баллов онлайн-голосования (50%) и голосования жюри (50%). В каждой стране-участнице было национальное жюри, состоящее из 5 человек: трое из них — профессионалы музыкальной индустрии, а двое — дети в возрасте от 10 до 15 лет, которые должны были быть гражданами страны, от имени которой они голосовали.
Онлайн-голосование состояло из двух этапов: первый этап онлайн-голосования начался 9 декабря 2022 года, когда на сайте конкурса (junioreurovision.tv) были показаны отрывки репетиций участников, после чего зрители смогли проголосовать за 3 участников. Первый этап онлайн-голосования завершился 11 декабря 2022 года в 15:59 по центральноевропейскому времени. Второй этап онлайн-голосования начался сразу после последнего, шестнадцатого, выступления и длился 15 минут.
По итогам голосования Великобритания заняла 5-е место, набрав 146 баллов: по итогам голосования жюри Великобритания заняла пятое место с 66 баллами, а по итогам онлайн-голосования — первое место с 80 баллами.

| Баллы                                                          | Страна             |
| -------------------------------------------------------------- | ------------------ |
| 12 баллов                                                      | Украина            |
| 10 баллов                                                      |                    |
| 8 баллов                                                       | Грузия Италия      |
| 7 баллов                                                       | Франция            |
| 6 баллов                                                       | Албания Нидерланды |
| 5 баллов                                                       | Армения            |
| 4 балла                                                        | Испания            |
| 3 балла                                                        | Польша Португалия  |
| 2 балла                                                        | Северная Македония |
| 1 балл                                                         | Казахстан Мальта   |
| Великобритания получила 80 баллов по итогам онлайн-голосования |                    |

| Баллы     | Страна     |
| --------- | ---------- |
| 12 баллов | Испания    |
| 10 баллов | Франция    |
| 8 баллов  | Армения    |
| 7 баллов  | Нидерланды |
| 6 баллов  | Ирландия   |
| 5 баллов  | Грузия     |
| 4 балла   | Албания    |
| 3 балла   | Сербия     |
| 2 балла   | Украина    |
| 1 балл    | Португалия |

### Подробные результаты голосования
| Раздельные результаты голосования Великобритании | Раздельные результаты голосования Великобритании | Раздельные результаты голосования Великобритании | Раздельные результаты голосования Великобритании | Раздельные результаты голосования Великобритании | Раздельные результаты голосования Великобритании | Раздельные результаты голосования Великобритании | Раздельные результаты голосования Великобритании | Раздельные результаты голосования Великобритании | Раздельные результаты голосования Великобритании |
| №                                                | Страна                                           | Судья A                                          | Судья B                                          | Судья C                                          | Судья D                                          | Судья E                                          | Место                                            | Баллы                                            |                                                  |
| ------------------------------------------------ | ------------------------------------------------ | ------------------------------------------------ | ------------------------------------------------ | ------------------------------------------------ | ------------------------------------------------ | ------------------------------------------------ | ------------------------------------------------ | ------------------------------------------------ | ------------------------------------------------ |
| 1                                                | Нидерланды                                       | 5                                                | 11                                               | 3                                                | 4                                                | 2                                                | 4                                                | 7                                                |                                                  |
| 2                                                | Польша                                           | 7                                                | 9                                                | 15                                               | 3                                                | 9                                                | 11                                               |                                                  |                                                  |
| 3                                                | Казахстан                                        | 15                                               | 12                                               | 14                                               | 14                                               | 12                                               | 14                                               |                                                  |                                                  |
| 4                                                | Мальта                                           | 13                                               | 10                                               | 9                                                | 11                                               | 11                                               | 12                                               |                                                  |                                                  |
| 5                                                | Италия                                           | 14                                               | 14                                               | 13                                               | 13                                               | 15                                               | 15                                               |                                                  |                                                  |
| 6                                                | Франция                                          | 1                                                | 4                                                | 12                                               | 8                                                | 1                                                | 2                                                | 10                                               |                                                  |
| 7                                                | Албания                                          | 11                                               | 5                                                | 1                                                | 9                                                | 10                                               | 7                                                | 4                                                |                                                  |
| 8                                                | Грузия                                           | 3                                                | 8                                                | 11                                               | 1                                                | 14                                               | 6                                                | 5                                                |                                                  |
| 9                                                | Ирландия                                         | 8                                                | 1                                                | 8                                                | 5                                                | 6                                                | 5                                                | 6                                                |                                                  |
| 10                                               | Северная Македония                               | 12                                               | 13                                               | 6                                                | 15                                               | 13                                               | 13                                               |                                                  |                                                  |
| 11                                               | Испания                                          | 4                                                | 2                                                | 10                                               | 2                                                | 4                                                | 1                                                | 12                                               |                                                  |
| 12                                               | Великобритания                                   |                                                  |                                                  |                                                  |                                                  |                                                  |                                                  |                                                  |                                                  |
| 13                                               | Португалия                                       | 6                                                | 15                                               | 5                                                | 12                                               | 5                                                | 10                                               | 1                                                |                                                  |
| 14                                               | Сербия                                           | 10                                               | 6                                                | 2                                                | 10                                               | 7                                                | 8                                                | 3                                                |                                                  |
| 15                                               | Армения                                          | 2                                                | 7                                                | 4                                                | 6                                                | 3                                                | 3                                                | 8                                                |                                                  |
| 16                                               | Украина                                          | 9                                                | 3                                                | 7                                                | 7                                                | 8                                                | 9                                                | 2                                                |                                                  |